# Yucca Flat

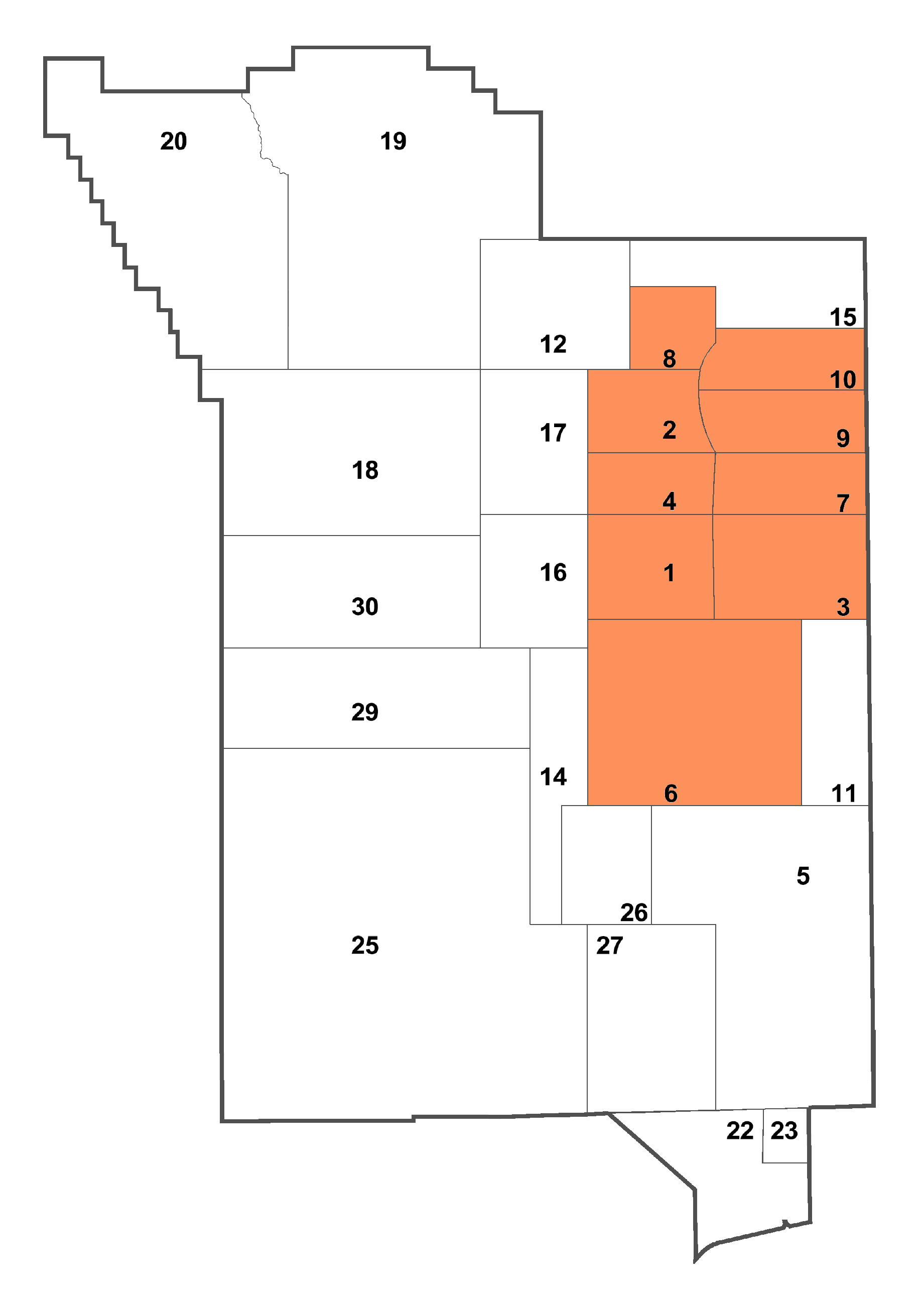
Yucca Flat occupe la plus grande partie de la portion centrale est du site d'essais du Nevada.

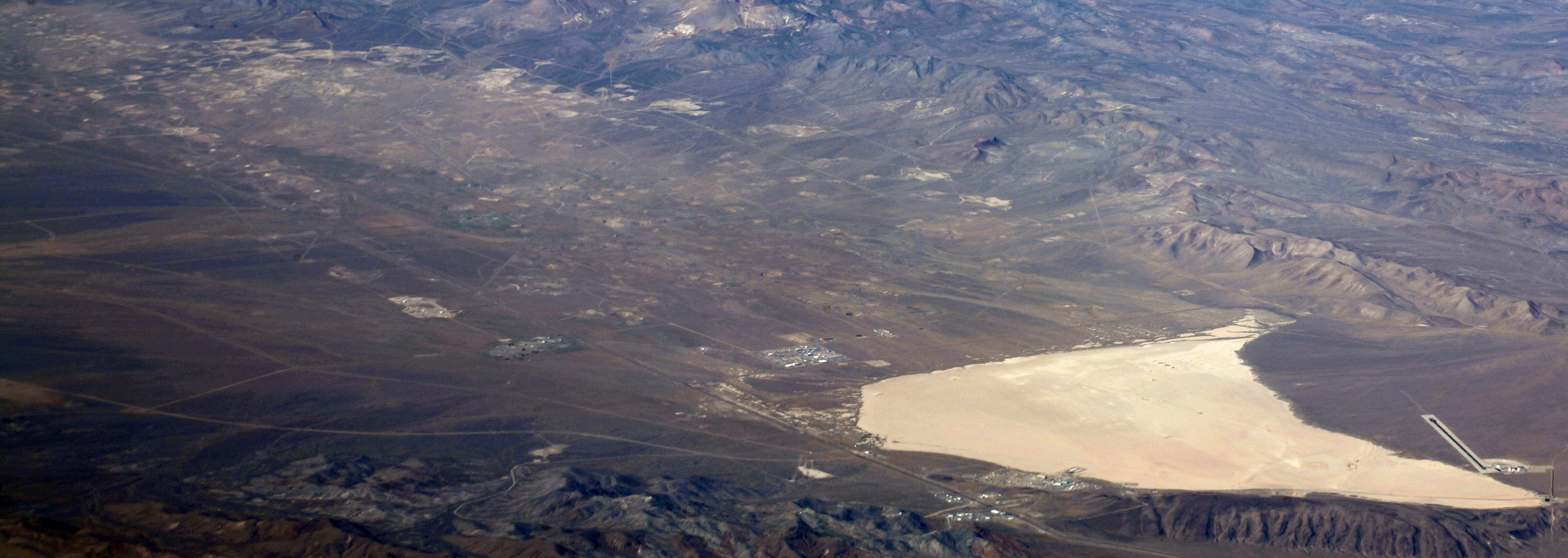
Des centaines de cratères subsistent après des tests souterrains d'armes nucléaires. Yucca Lake est visible à droite.

Yucca Flat est un bassin versant endoréique désert, et l'un des quatre principaux sites d'essais faisant partie du site d'essais du Nevada. Il est divisé en neuf sections d'essais : les Zones 1 à 4 et 6 à 10. Yucca Flat est situé sur la bordure est du Site d'essais du Nevada, à environ 16 km au nord de Frenchman Flat et 105 km de Las Vegas. Yucca Flat a servi de site pour 739 essais nucléaires, presque 80 % des tests effectués sur le site d'essais du Nevada.